# Keresztény hittételek
A keresztény hittételek középpontjában Jézus Krisztus élete, az általa hozott megváltás és Jézus tanítása áll, ahogy az az Újszövetségben szerepel, illetve ahogyan azt az egyes felekezetek magyarázzák.
A kereszténységet a saját hívői gyakran a zsidó vallás beteljesedésének és örökösének tekintik. A kereszténység a zsidó hit tanainak nagy részét és hitgyakorlatának sok részletét viszi tovább. Így például az egyistenhit, a Krisztusban (héber Messiás = görög Khrisztósz = magyar Felszentelt) való hit, az istentisztelet bizonyos formái – mint az imádság, a Szentírásból való felolvasás és az azon való hangos elmélkedés, vagy a belőle való tanítás, igemagyarázat és igehirdetés, szent énekek éneklése –, valamint a papság szervezeti formája (bár a protestánsok azt tanítják, hogy a hívők összessége alkotja az egyetemes papságot), és az a gondolat, hogy a földi istentisztelet a mennyeit mintázza, mind az Ábrahámhoz visszavezethető ősi hitben gyökereznek. Ugyanakkor jelentős különbségek is vannak a két vallás között. 

### Fő keresztény hittételek
A kereszténység a többi világvallástól abban különbözik, hogy fő alakját azzal, hogy neki az egész kozmikus folyamatban meghatározó szerepet tulajdonít, sokkal fokozottabb mértékben állítja egész tanításának középpontjába. Krisztus személyének az egész tanrendszerben elfoglalt központi helye a keresztény vallás fejlődése során mindjobban előtérbe került, meghatározása az egyházi dogmák vezérmotívumává és számos teológiai küzdelem indítékává lett.
A kereszténység központi hite az, hogy az eredetileg tökéletesnek teremtett ember Istenhez való engedetlensége folytán eltávolodott Istentől és ez eredendő bűn által halandóvá lett. 
Ez az eltávolodás azóta is zajlik az emberek hibái, rossz cselekedetei, engedetlensége és Isten elleni lázadása miatt, így a halandóság átka rajtuk marad (a bűn fizetsége a halál.) Ebből az áldatlan állapotból a hívők Jézus áldozati halálába és feltámadásába vetett hit által, az egyének a bűneikből való megváltáson keresztül menekülhetnek meg. Vagyis Isten kegyelme által, a hit- és bűnbánaton keresztül, férfiak és nők egyaránt bűnbocsánatot nyerhetnek és megtérhetnek Istenhez, és a keresztség általi felszenteléssel, vagy elválasztással élhetnek majd egy boldog paradicsomi létben.
Az általános keresztény tanítás alapvető meggyőződései a következőek:
1. Isten örökké tartó léte és egyedülisége (monoteizmus)
2. Isten a földi élet létrehozója
3. A Biblia Isten kinyilatkoztatása
4. Az Újszövetség a Biblia szerves része
5. Szentháromság-tan (a kereszténység zöménél)
6. Isten Jézus Krisztusban való megtestesülése;
7. Krisztus bűntelensége és büntetése ártatlanul;
8. Krisztus keresztre feszíttetése és a halálból való feltámadása
9. Krisztus a megtérő emberiség bűneiből és a haláltól való megváltása;
10. Krisztus az egyetlen út az Atyához és az örök élethez [3]
11. Isten kegyelmi ajándéka az örök élet [2]
12. A hit, a keresztség és a megtérés az üdvösség nélkülözhetetlen része [4]
13. Az egyszeri földi élete után az ember üdvözül vagy elkárhozik (nincs reinkarnáció)
14. Végítélet és a halottak feltámadása

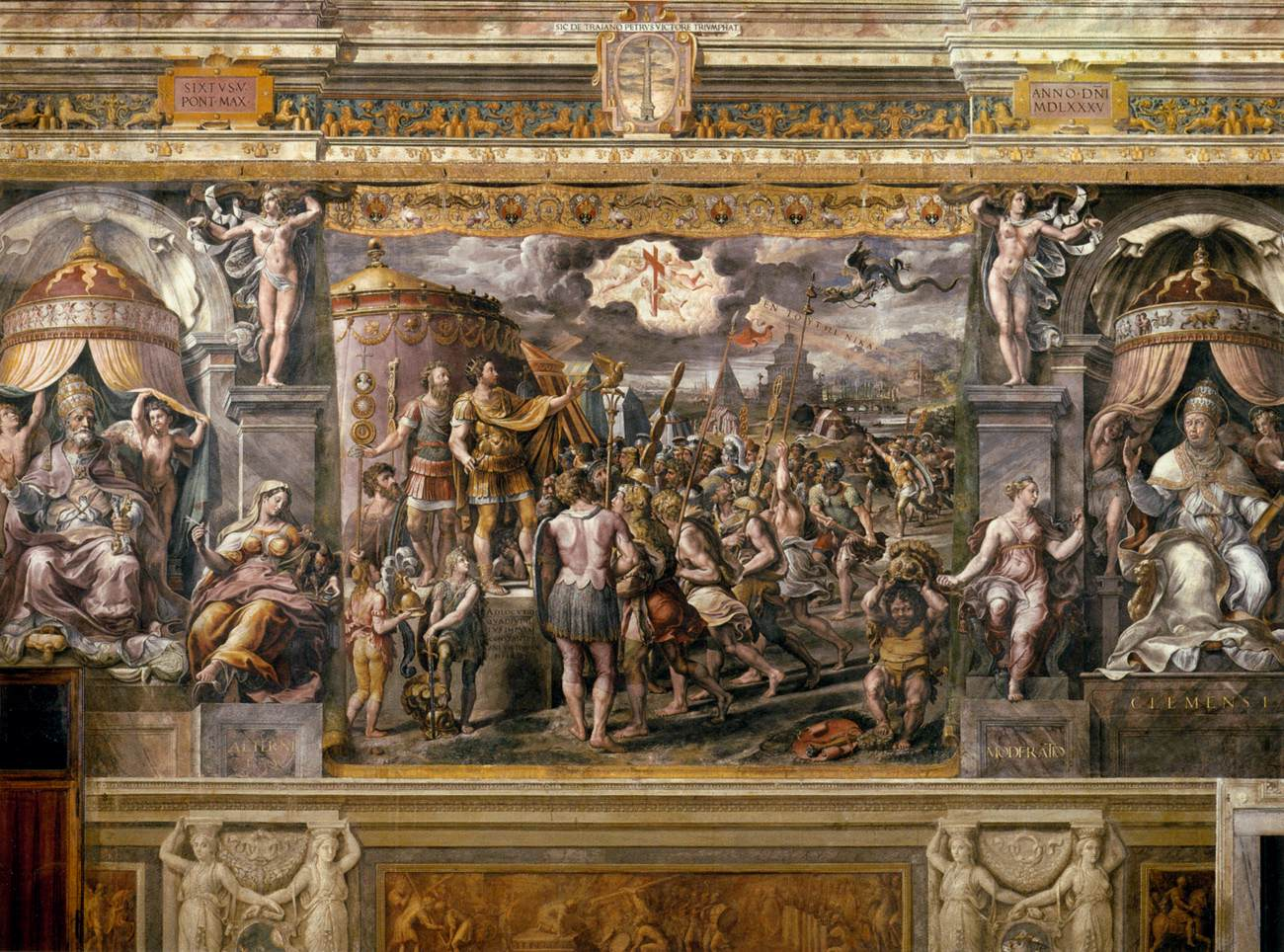
Raffaello Sanzio: In hoc signo vinces, Vatikán

Manapság sokan (hagyományosan még többen) kitartanak amellett, hogy az izraeliták kiválasztottsága Jézus életén és üzenetén keresztül teljesül be, azaz a nem-keresztény zsidók nem tekinthetőek választott népnek többé, mert elutasították azt, hogy Jézust Krisztus, Isten Fia. Egyes egyházak enyhítették, vagy teljesen hatályon kívül helyezték ezt az álláspontot, és meghagyták a zsidók kiválasztottságból eredő különleges helyzetét Istennel való szövetségkötésük miatt. Így ez a kérdés a keresztények közötti folytonos vita alapját képezi. Más vallások azt hirdetik, hogy az üdvösséget az emberiség saját maga kiérdemelheti, a kereszténység sarkalatosan különböző értelme szerint Isten az emberiség érdekében elküldte egyszülött szent Fiát, és a Fiú (aki Isten) lejött a földre a benne hívők megváltására.
Bár a kereszténységet felépítő egyházak, felekezetek, gyülekezeti csoportok és egyének az idők során kialakult elképzelései, hitértelmei, és meggyőződései részleteiben meglehetősen különbözhetnek, a következő felsorolás a kereszténység nélkülözhetetlen alapelemeinek tartott egységes hittételeket tartalmazza, melyeket a legtöbb nagy egyház elfogad (katolikusok, görögkeletiek, reformátusok stb.):
- Isten a Szentháromság, azaz három személyben létező egyedülálló, örök lény (Atya, a világmindenség Teremtője, Fiú, az Ige, a cselekvőképesség, Jézus Krisztusban megtestesült isteni szó, értelem (Ján1:1-14 szerint), vagyis a görög Logos, a világegyetem kialakulását vezérlő alapeszme, és a Szentlélek, az élet mozgató eszméje, a lét lényege.)
- Jézus egyszerre Isten és teljesen ember is (az egy személyben létező kettős „természet”)
- Mária, Jézus anyja, méhében hordozta Isten fiát és életet adott neki. Jézus (maga is örökké létező, valóságos Isten), Isten Lelke (a Szentlélek által, az eredendő bűn nélkül fogantatott és formálódott földönvaló emberré anyja szűz méhében. Anyján keresztül Jézus emberi voltot, emberi értelmet, akaratot és érzelmeket örökölt.
- Jézus nem más, mint a zsidók által várt Messiás, Dávid trónjának örököse, aki az Atyaisten jobbján tekintéllyel és hatalommal uralkodik mindörökké. Ő az emberiség reménysége, közbenjárója és bírája. A világ végén való visszajöveteléig (aratás) az anyaegyház hivatott kötelessége az Evangélium, azaz az Örömhír hirdetése és a tanítványok összegyűjtése (misszió).
- Jézus minden bűntől mentes, szent volt. Az ő áldozati bárányként való halálán és halottaiból való feltámadása folytán a benne hívők bűnei megbocsáttatnak és megtérnek Istenhez. Bár a kereszténységnek csaknem az egésze egyetért ebben, hogy Jézus feltámadásának jelentőségéről különböző nézetek alakultak ki a bírálási nézettől a Győztes Krisztus, az Első ember- és a liberális nézeten keresztül egészen a kételkedő nézetig.
  - Bírálási nézet: Ez a mai keresztények többsége által képviselt nézet, mely Istent bíróként írja le. Eszerint a nézet szerint Isten ellen vétkező emberiség az Ő büntetésének van kitéve. Isten azonban – az Ő végtelen kegyelméből – elküldte az Ő egyszülött szent Fiát, Krisztust, azaz a bűntelen Jézust a világ bűneinek való megbocsátásáért. Jézus a kereszten, áldozati bárányként való megölettetésével Isten igaz ítéletének megsértése nélkül menti meg bűneik következményeitől azokat akik elfogadják tőle ezt az áldozati ajándékot. Jézus feltámadásának ezen nézete hitelméletileg azonos a zsidó jom kippurral (יום כפור ), azaz az „engesztelés napjával”, amely napon az izraeliták bűneiket jelképesen egy hibátlan bűnbakra helyezik, és azt a vadonban szabadon engedik, hogy a nép bűneit magával vigye.
  - Győztes Krisztusi nézet: A kereszténység kisebbik része úgy hiszi, hogy Jézust a halál és a Sátán legyőzésére küldte le Isten a Földre. Jézus tökéletességével és önkéntes halálával legyőzte mindkettőt és győztesen feltámadt. A bírálási nézettel szemben ez a győztes krisztusi nézet a Jó és a Gonosz közötti lelki háborúságot hangsúlyozza ki. Más szóval, míg az előző nézet arra utal, hogy Isten az önkéntes Jézust büntette meg az emberiség bűneiért, addig az utóbbi nézet azt sugallja, hogy az emberiséget a - Jézus által legyőzött - Sátán tartja hatalmában.

Mivel e nézet szerint Jézus egyszer s mindenkorra legyőzte a halált és Sátánt mindenki számára, ez a nézet alapul szolgál a mai „egyszer megmentett – mindig megmentett” elméletnek és a benne hívők tanításaikkal még odáig is elmennek, hogy az öröklét lehetőségét (vagy az adott ideológia szerint éppenséggel garanciáját) mindenki számára adottnak tartják – még a nem-keresztények részére is –, függetlenül attól, hogy valaki hallott-e Jézusról egyáltalán.

### Rituálék
- Ima, az az eszköz, amellyel a keresztények kapcsolatba lépnek Istennel. A katolicizmusban a Máriához és a szentekhez való imák is nagyon fontosak.
- Az egyház Krisztus teste a Földön 
  - Istentisztelet; a katolicizmusban szentmise
- Szentségek
  - A protestantizmus egyes irányzatában csak két szentség van, másokban egy sincs, a katolicizmusban és az ortodox kereszténységben sok szentség van
  - Keresztség; bizonyos egyházakban gyermekkeresztség
  - Úrvacsora, illetve a katolicizmusban eucharisztia

### Főbb hitvallások összehasonlítása
| Főbb hitvallások összehasonlítása   | | | |
| Téma                                | Római katolikus | Görög ortodox | Fő protestáns irányvonal |
| A hit alapja                        | A Biblia és a hagyomány | A Biblia és a hagyomány | Kizárólag a Biblia (Sola Scriptura) |
| A Biblia értelmezése                | A Biblia értelmezése az egyház feladata, végső fokon a csalhatatlan pápáé. | Az egyház feladata | Nincs a Biblia értelmezésére szolgáló hatóság, a Biblia isteni tartalma minden embernek feltárul. |
| Istentisztelet                      | A Szentháromságon kívül az istentiszteletnek nincs más tárgya, de üdvös dolog Szűz Máriához, valamint a szentekhez mint az Istennél közbenjárókhoz folyamodni és képeiket, ereklyéiket tiszteletben részesíteni | A Szentháromságon kívül az istentiszteletnek nincs más tárgya, de üdvös dolog a szentekhez, mint az Istennél közbenjárókhoz folyamodni és képeiket, ereklyéiket tiszteletben részesíteni | A Szentháromságon kívül az istentiszteletnek nincs más tárgya |
| Szentségek                          | a szentségekből hét van: keresztség, bérmálás, oltáriszentség, bűnbánat szentsége, házasság, egyházi rend és betegek kenete | hét van: keresztség, bérmálás, oltáriszentség, bűnbánat szentsége, házasság, egyházi rend, és a (betegek) megkenése | szentség csupán kettő van: a keresztség és az úrvacsora, de egyes irányzatokban egy sincs (pl. baptisták) |
| Tisztítótűz                         | Ha az ember nem annyira bűnös, hogy a pokolba jusson, viszont még nem szabadult meg elégségesen a bűntől, és annak következményeitől, azaz nem eléggé tiszta, akkor nem léphet be egyből a mennybe. Ezek a lelkek végső soron a mennybe fognak jutni, de először el kell szenvedniük a tisztítótüzet, azaz a megtisztulás állapotát. | Aki anélkül hal meg, hogy teljes elégtételt adott volna, az a magányos lelkek közbenső állapotába kerül, ahol (lelkiismereti) kínokat szenved bűneiért; ebből az állapotból alamizsna, halotti misék stb. szabadítják ki, amennyiben ezek Istent arra bírják, hogy az elhunyt gyötrelmeinek könyörületből véget vessen | A tisztítótűz és minden, ami ezzel kapcsolatos, emberi kitalálás |
| Képes ábrázolások, szobrok, oltárok | A kultusz és az áhítat lényeges segédeszközei | A kultusz és az áhítat lényeges segédeszközei | A templomban nem tűrhetők meg. Az oltárokat az evangélikusoknál kismértékben alkalmazzák a templom díszítéseként.                                                                                                   |
| Papság                              | A felszentelési szertartást csak püspök végezheti el. A papok nőtlenségre kötelezik magukat. A pap hirdetője az evangéliumnak és kezelője az öt szentségnek, és bemutatója a miseáldozatnak. | A püspököknek nőtleneknek kell lenniük, a papoknak és diakónusoknak pedig tilos második házasságot kötni. A pap hirdetője az evangéliumnak és kezelője a hat szentségnek, és bemutatója a miseáldozatnak. | Tisztségre felszentelik a kézrátétel apostoli szokásával, amelyet papi személyek végezhetnek el. Nincsenek nőtlenségre kötelezve. A papi hivatal az evangélium hirdetéséből és a szentségek kiszolgáltatásából áll. |

### Egyéb
- - Elsőember nézet: A keresztények kis része, főleg a pelagiánusok (a 4. századi Rómában élő brit szerzetes követői, akik tagadták az eredendő bűn tanát és a szabad akaratban és az azzal járó felelősségben hittek; Szent Ágoston eretnekséggel bélyegezte meg ezt a tant és követőit) azt tartják, hogy Jézus csak egy ember volt, mint mi magunk is, de nevezetes hitével, tisztaságával, bűntelenségével és tökéletességével kiérdemelte az örök életet és így feltámadt, mert a Halál nem bírta megtartani. Ennek alapján úgy vélik, hogy Jézus tanításának és példáinak követésével mások is kiérdemelhetik az örök életet. Ez a nézet az ószövetségi Énok és Illés történeteihez hasonlítható, minthogy mindkettőjük olyan magas fokú hűséggel jártak Istennel, hogy nem kellett meghalniuk. Énók „egyszer csak eltűnt” (1Móz5:24), Illés próféta pedig a tüzes szekeren ragadtatott el (2Kir2:12). Hasonlóképpen, Jézus is olyan fokon volt hű Istenhez, hogy annak ellenére hogy megölték, tökéletes hitével kiérdemelte az örök életet. Ugyanígy, Istenbe vetett hasonlóan erős hittel mi is megszabadulhatunk a haláltól.
  - Liberális nézet: A korszerűség hatása alatt álló sok liberális keresztény, mint például Rudolf Bultmann és John Shelby Spong, a feltámadást a reménység vallásos jelképeként értelmezve annak történelmiségét viszonylag jelentéktelennek tartja, s így ők a feltámadást gazdagon jelképes és lelkileg tápláló hitregének, mítosznak gondolják. Az ilyen nézeten lévők gyakran tagadják Jézus szó szerinti, testbeni feltámadását, de úgy vélik, hogy ez egyáltalán nem számít. Azzal érvelnek, hogy a keresztények és a nem-keresztények közötti alapvető különbség teljesen szubjektív, azaz csak azon múlik, hogy valaki hogy áll hozzá ehhez a mítoszhoz, és ezzel a feltámadást nem történelmi tényként, hanem vallásos hozzáállás alapján értékelik. Az óhitű páli keresztényeket a modernista keresztényektől elválasztó vitapontok egyik legfontosabbja ez, Jézus feltámadása lényegileg történelmi természetének elvetése. Minthogy a modernisták tagadják ugyan, hogy a történelmi tényszerűségbe vetett hit igazolható lenne, de elfogadják, hogy a feltámadásba vetett hit a kereszténység egyik elengedhetetlen alaptétele, a másik oldalon lévők, akik szerint a feltámadás történelmi tényként való elfogadása a kereszténység alapvető része, gyakran nem bírják a feltámadást történelmietlen mítosznak tekintőket valódi keresztényeknek elfogadni.
  - Kételkedő nézet: A nem-keresztények nyilvánvalóan nem fogadják el Jézus testbeni feltámadását történelmi tényként. Ezért ők vagy a liberális keresztényekkel értenek egyet abban, hogy a feltámadás egy erőteljes mítosz, vagy egyfajta, a benne hívők, vagy mások vágyálmaiból, ámításából fakadó szépirodalmi prózának tartják. Az előzőre példa Carl Jung „Válasz Jóbnak” című dolgozata, amiben azt sugallja, hogy a keresztrefeszítés-feltámadás meséje tulajdonképpen nem más, mint az „Isten-mint-Jehová”-nak szó szerint az „Isten-mint-Jób”-bá való válásának erőteljes szimbóluma. Az utóbbiakat például Gerald Massadie „Az Istenné változott Ember” című könyve képviselheti, amiben azt olvashatjuk, hogy Nikodémus az Arimátiából származó Józseffel együtt Jézust még halála előtt levette a keresztről, így azután Jézus viszonylag könnyen jelenhetett meg tanítványainak később.
- A hívők Krisztusban való feltámadásba és megújult életbe (egyes csoportokban a bűnös ó-ember meghalásába, eltemetésébe és a vízben való megmosatáson keresztül Jézus vére általi megtisztulás útján az új életre való feltámadásra, azaz újjászületésre) keresztelkednek meg és Krisztuson keresztül, a halálból az örök életre való feltámadás ígéretébe vetett hitük szerint élnek. Hitük szerint Krisztus leküldte a Szentlelket az emberiségnek, hogy a benne bízóknak reménységet hozzon és Isten és az Ő céljainak igaz megismerésén keresztül segítse őket szentségükben való növekedésben.
- Jézus személyesen, testben fog visszatérni az emberiség megbírálására, és magához veszi a hűségesen kitartókat, akik Isten meghitt közelében fognak örökké élni.
- A keresztények egy része, főként nyugaton a Bibliát az „Isten Igéjé”-nek tekinti, más keresztények pedig, főleg keleten azt vallják, hogy Jézus egyedül az „Isten Igéje”, és a Szentírást Isten által ihletett, de emberek által írott hiteles, mértékadó könyvnek tekintik csupán. Ezen eltérő nézetek miatt sok keresztény nem ért egyet a Biblia pontosságának és értelmezésének kérdéseiben.

Ezek a hit-alapeszmék számos hittételben – krédóban – vannak rögzítve, melyek közül a két legfontosabb az Apostoli hitvallás és a Nikaia–konstantinápolyi hitvallás, melyek bizonyos eretnekségek elutasítására íródtak a Krisztus utáni első században. Annak ellenére, hogy e krédók bizonyos részletei a mai napig is vitatottak, a keresztények legtöbbje hitvallásuk szerves részének tartja.
Ahogy azt már korábban is említettük, a kereszténység fővonala magát a kereszténységet a zsidó hit folytatásának és annak beteljesülésének véli. A történelem folyamán azonban sok, magát kereszténynek valló szervezet különböző elképzeléseket alakított ki a kereszténység alapfelfogásáról. Ezek az értelmek a korai ariánusoktól (akik tagadták Krisztus Atyaistennel való egységét) és a gnosztikusoktól (akik az anyagot alapvetően gonosznak vélvén, tagadták Krisztus testiségét) kezdve kiterjednek egészen a mai kor olyan csoportjaiig, akik az alapvető keresztény felfogásoktól teljesen eltérő értelmeket alakítottak ki. Ilyen csoportok például a Jehova Tanúi, akiknek Jézusról, Istenről és a Bibliáról sajátos hitelméletei vannak; a mormonok akik abban hisznek, hogy Isten 1829-ben visszaállította az apostoli papságot vezetőjük, Joseph Smith számára, és ezzel lehetővé tette a kinyilatkoztatás folytatását (újabb tanításokat és szentírásokat beleértve); valamint az Egységesítés Egyháza (Unification Church) melynek alapító főpapja, a Dél-Koreából származó Sun Myung Moon tiszteletes nemrégiben egy nagy koronázási szertartás keretében kijelentette, hogy ő az Eljövendő, a Visszajött Krisztus, az Igaz Szülő. Bár a különböző csoportok Krisztus szerepének, papi szolgálatának, vagy természetének egyes konkrét kérdéseit eltérően közelítik meg (némelyek Krisztust Istennek, mások az isteneknek, megint mások egy embernek tartják), azt kell látnunk, hogy Krisztusnak csaknem kivétel nélkül kozmikus jelentőséget tulajdonítanak. E csoportok némelyike a keresztény egyházak közé számítja magát, vagy éppenséggel az egyetlen igaz Keresztény Egyháznak hiszi magát.
A mai modernista katolikus és liberális református keresztények közül sok nem hiszi, hogy Jézus istensége, a szűz születése, a Szentháromság, a csodák, a feltámadás, Krisztus mennybemenetele, a Szentlélek istensége vagy személyiségében való hit a kereszténység elengedhetetlen feltétele lenne. E szabadelvűek vagy liberálisok attól függetlenül, hogy ajánlják az ilyen dolgokban való hitet vagy sem, úgy különböztetik meg magukat a konzervatív keresztényektől, hogy azt vallják, hogy azok alkotják a valódi kereszténységet, akik nézeteikben- és tanításaikban mindenekfelett Jézusra hivatkoznak. Tehát egyik oldalról a korábban említett hagyományosabb hittételekben hívők és azokat elfogadók e csoportok többségét nem tartják igazi keresztényeknek, mert úgy érzik, hogy Jézus természetéről, tetteiről és tanításairól szóló fundamentális, alapszerű tanítások elutasításával a liberálisok egy más személyt, vagy éppenséggel saját kitalálásaikat követik, a másik oldalról pedig a liberálisok érzik úgy, hogy a „hagyományos” keresztényeket félrevezették bizonyos, az évezredeken átívelő politikai szervezetek, és ezért az azok hatalomvágyának kiszolgálására tervezett dogmákat követnek. Ez a vita egyelőre megoldhatatlannak tűnik.

## Magyar nyelvű irodalom
- Rudolf Bultmann: Történelem és eszkatológia (fordította Bánki Dezső), Atlantisz Könyvkiadó, Budapest, 1994 ISBN 9637978410